# Giric
Giric, (zm. 889) – król Szkotów 878–889 (razem z Eochaidem).
Syn króla Donalda I. Mimo iż zgodnie ze zwyczajem tanistry został wybrany następcą Aeda, to przejął tron szkocki w wyniku spisku wraz ze swym kuzynem Eochaidem. Szczegóły ich wspólnego, prawdopodobnie niezbyt zgodnego panowania nie są znane. Obydwaj zostali usunięci przez Donalda II w 889 r. Eochaid został wygnany, a Giric zginął w bitwie pod Dundurn w środkowej Szkocji.